# Jesuitenkirche (Trier)

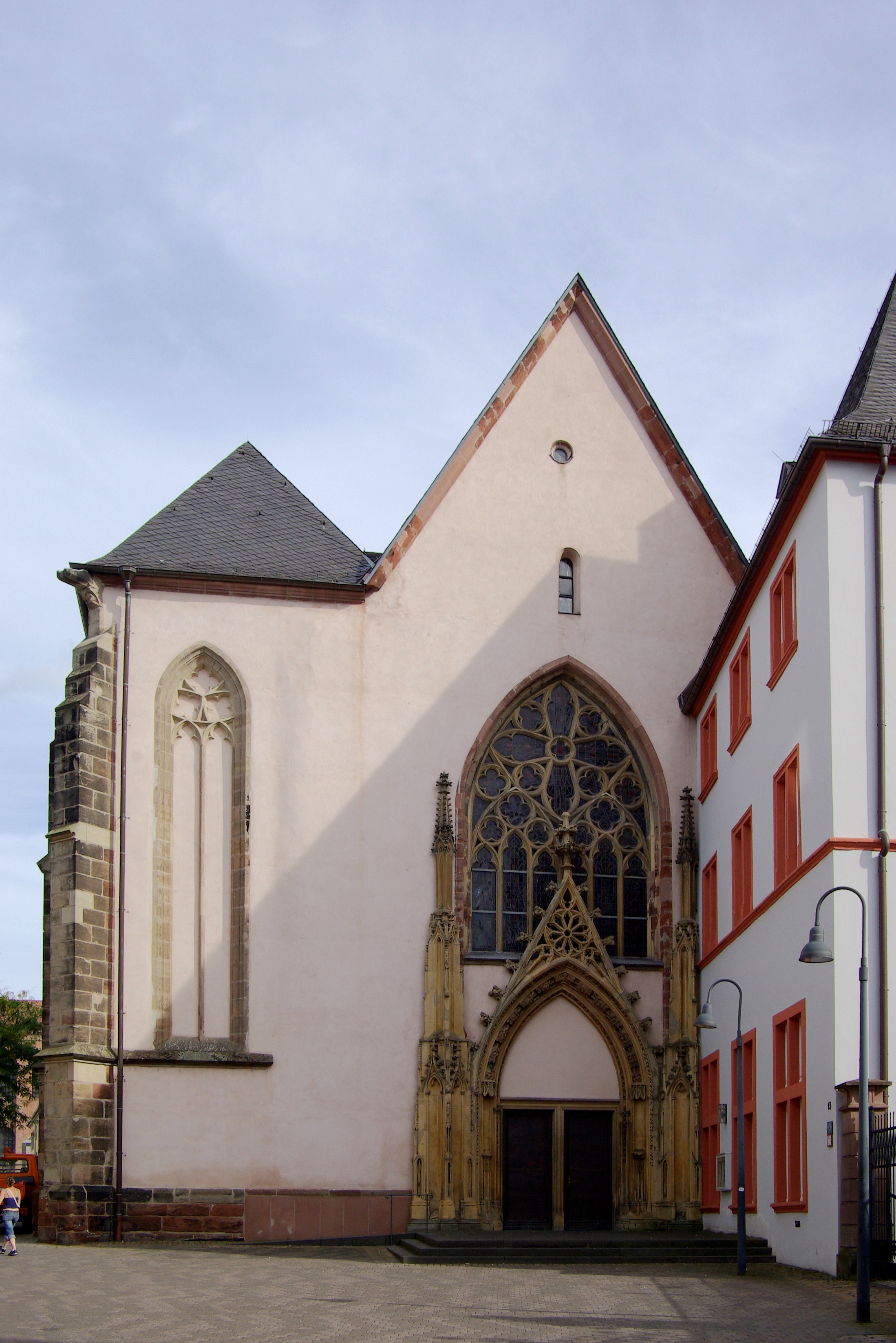
Fassade der Jesuitenkirche

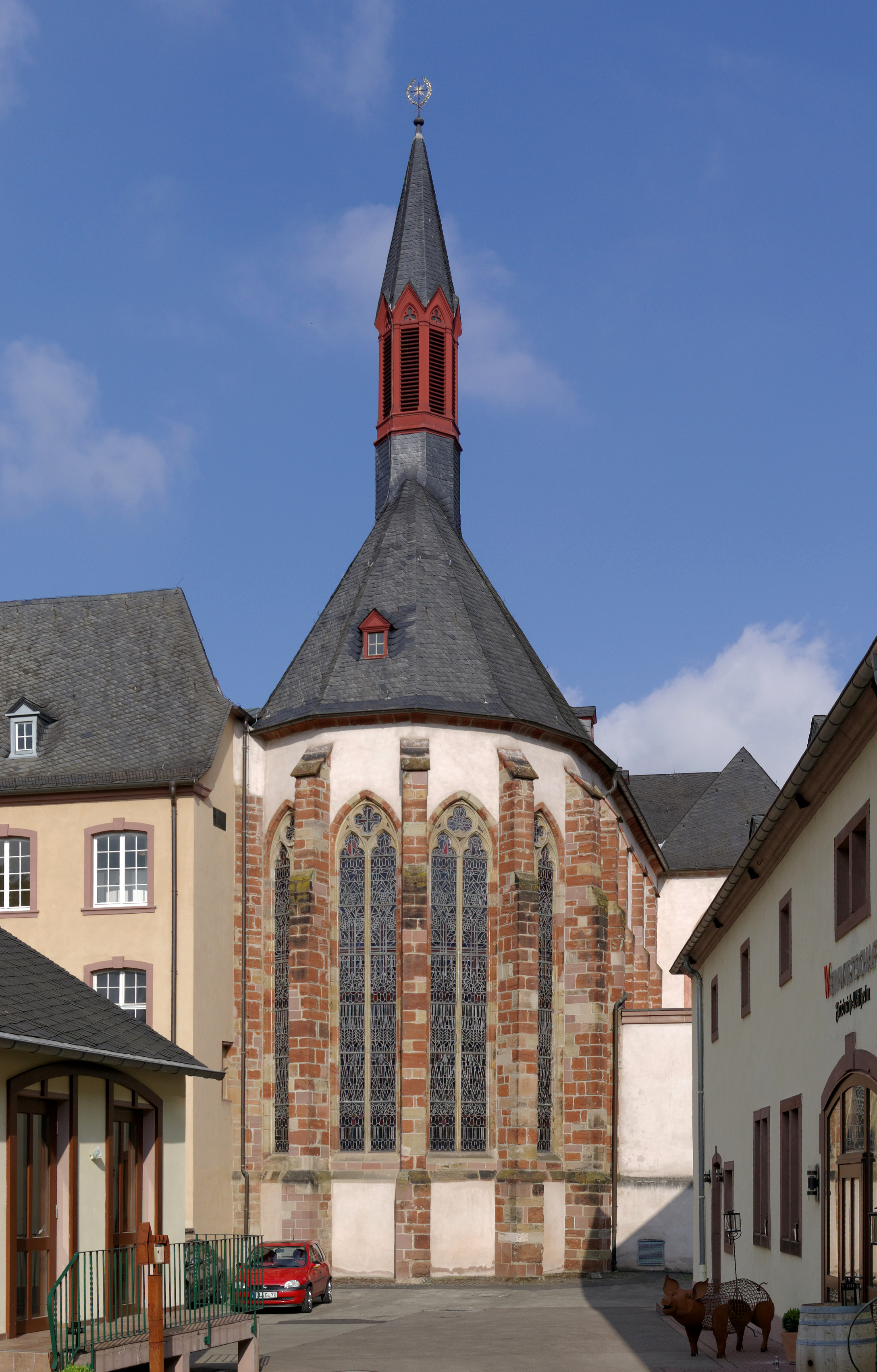
Die Kirche von Osten

Die Jesuitenkirche (auch Dreifaltigkeitskirche) in Trier ist eine ehemalige Klosterkirche der Franziskaner aus der 1. Hälfte des 13. Jahrhunderts. Sie ist der Heiligen Dreifaltigkeit geweiht.

## Geschichte
1570 bis 1773 war sie Kirche der Jesuiten. Bis ins frühe 18. Jahrhundert besaß sie nur zwei Schiffe, wurde dann aber um ein drittes erweitert, das in den gleichen Formen wie die älteren gestaltet ist. In der Krypta unter dem nördlichen Seitenschiff wurde der Jesuit und Bekämpfer der Hexenverfolgung Friedrich Spee von Langenfeld (1591–1635) bestattet. 1779 wurde sie von Kurfürst Clemens Wenzeslaus von Sachsen (1739–1812) dem neu gegründeten Bischöflichen Priesterseminar als Seminarkirche zur Verfügung gestellt. 
Von den französischen Revolutionstruppen 1794 kurzfristig als Lagerraum genutzt, diente die Kirche 1795 bis 1798 wieder dem Gottesdienst. Nach der Aufhebung des Priesterseminars im Jahre 1798 war das Gebäude bis 1801 zum „Tempel der Vernunft“ oder „Dekadentempel“ umfunktioniert.
Nachdem Trier infolge des Wiener Kongress 1815 preußisch geworden war, war das Gebäude von 1818 bis 1819 Simultankirche und ab 1819 bis 1856 protestantische Pfarrkirche. Hier wurde 1834 Karl Marx (1818–1883) konfirmiert. Nach einem am 11. Juni 1856 geführten Prozess, den der Advokat-Anwalt Johann Theodor Regnier (1810–1859) als Vertreter des Bischöflichen Priesterseminars in Trier für sich entscheiden konnte und dem anschließenden Umzug der evangelischen Gemeinde in die Konstantinbasilika, diente die Kirche seit 1857 wieder den Gottesdiensten des Priesterseminars.
1988/93 wurde die Kirche renoviert. 

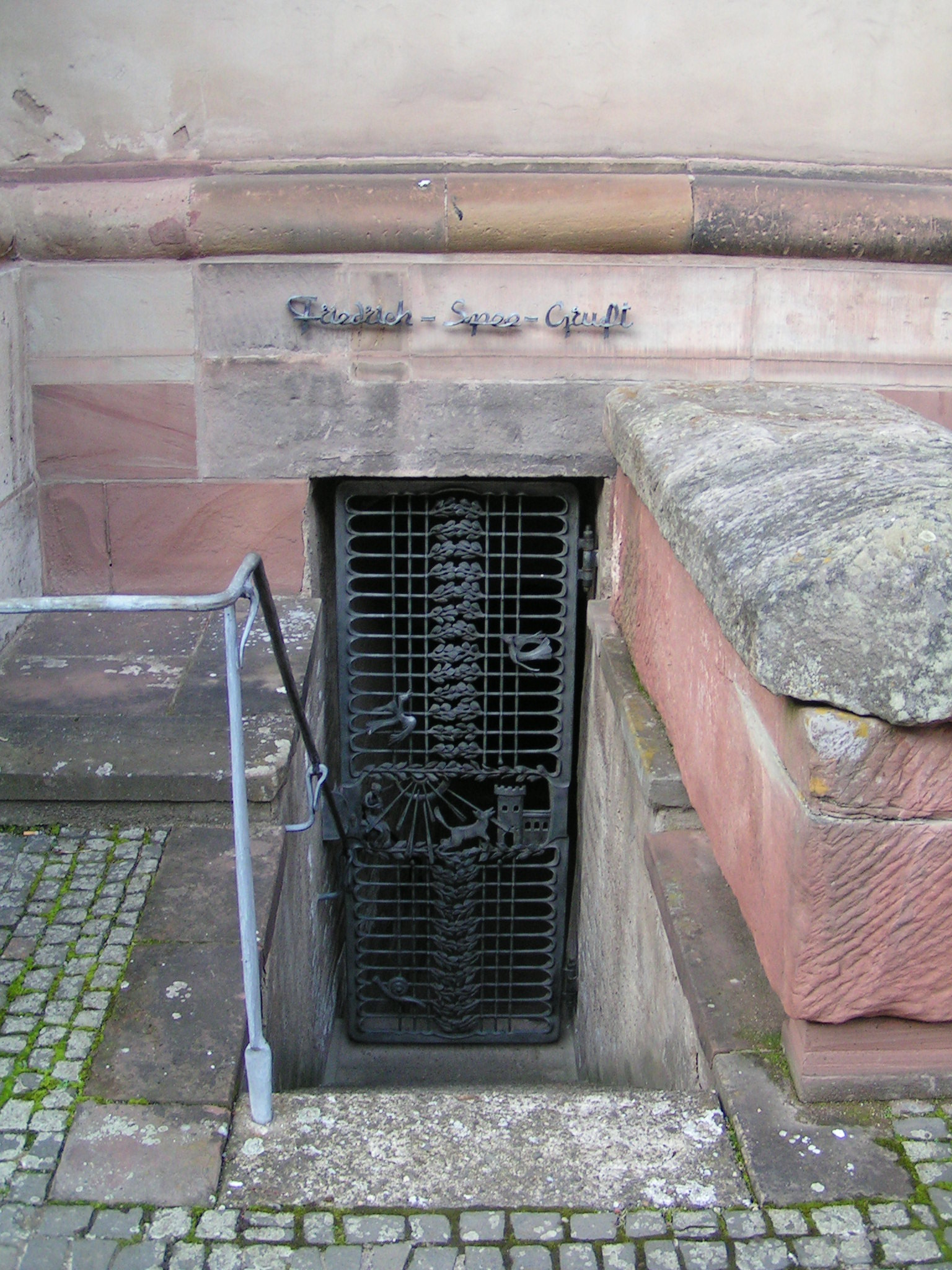
Eingang zur Friedrich Spee Gruft (Innenhof)
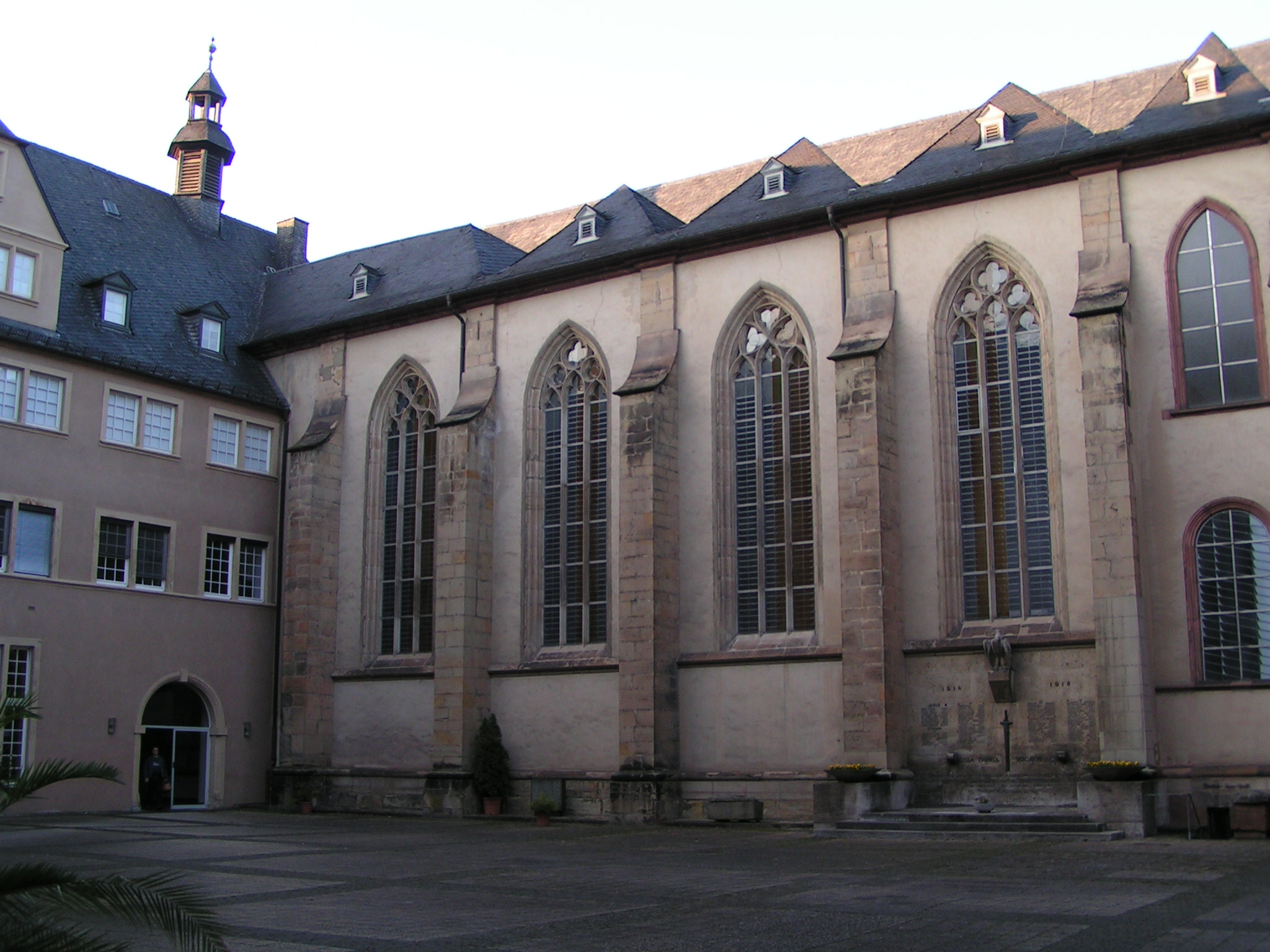
Kirchenansicht vom Innenhof des Priesterseminars
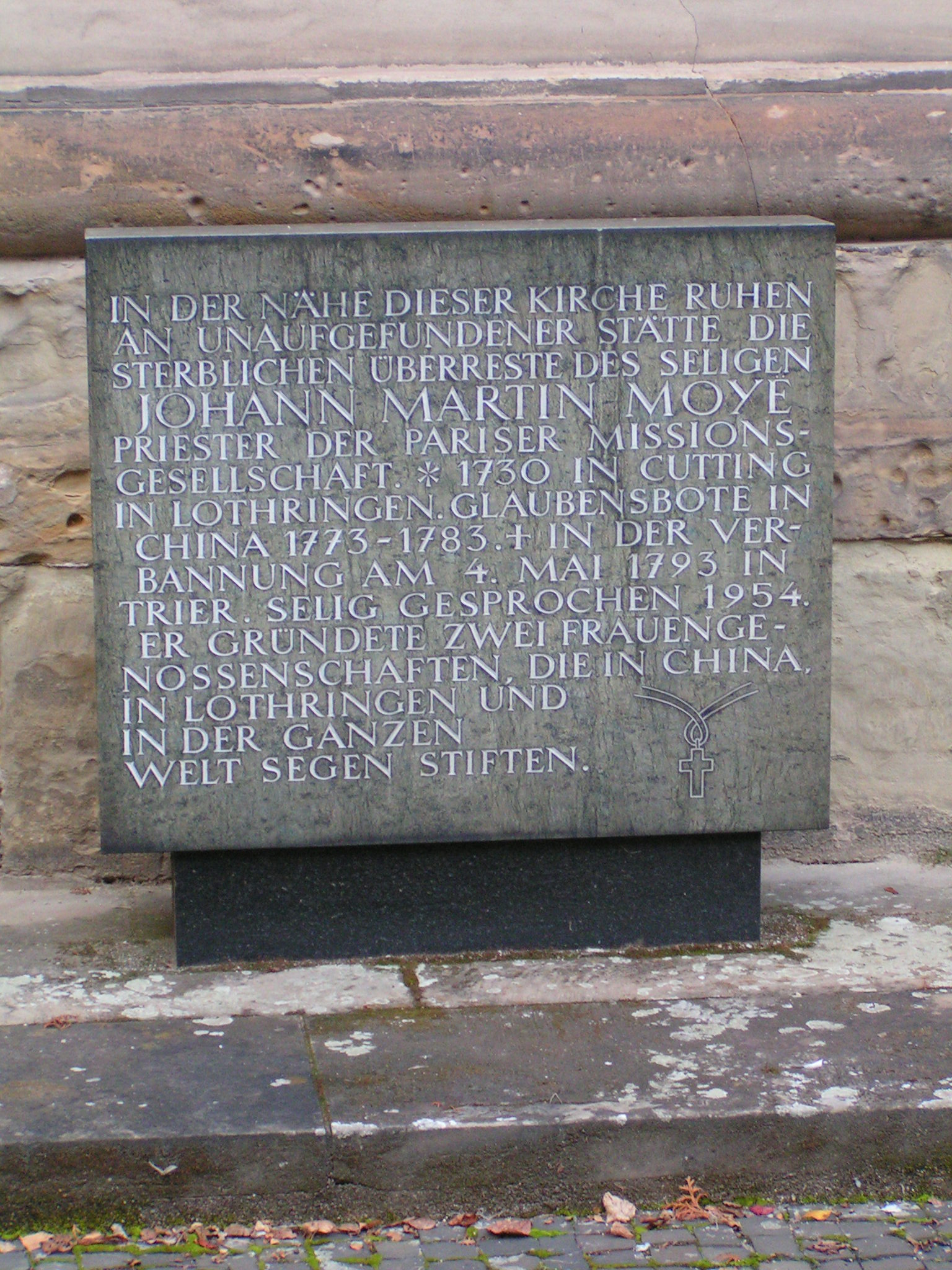
Gedenkstein für Johann Martin Moye

## Beschreibung

Altarraum

Seit der letzten Renovierung befindet sich im Chorraum ein Marien-Votivaltar, der zuvor im Vorhof des Kolleggebäudes der Jesuiten stand. Dieser Altar stammt aus dem Jahr 1727 und zeigt eine Marienstatue mit Kind, gearbeitet vermutlich von dem Bildhauer Johann Neudecker d. J. aus Hadamar. In den Sockel sind lateinische Gebete der Marienbruderschaften eingemeißelt, die in der Jesuitenkirche ihren Sitz hatten. Der Altar wurde ins Innere der Kirche versetzt, um ihn vor Verwitterung zu schützen; am originalen Standort vor dem Jesuitenkolleg befindet sich heute ein Abguss. 
An der Südseite der Apsis befindet sich das Mitte des 15. Jahrhunderts geschaffene Epitaph der Luxemburger Prinzessin Elisabeth von Görlitz, eine bedeutende spätgotische Bildhauerarbeit. Im nördlichen Nebenchor befindet sich das Sakramentshaus mit Tabernakel. Im südlichen Nebenchor ist das Grabmal des Paters Wilhelm Eberschweiler SJ angebracht, eines im Ruf der Heiligkeit verstorbenen Priesters, dessen Gebeine 1958 nach Trier überführt wurden. Seit der letzten Renovierung kann man durch einen Oculus (eine aufwändig gestaltete Öffnung im Boden, gestaltet von Jochem Pechau, 1981) in die Spee-Gruft unter dem nördlichen Seitenschiff schauen, wo die Grabstelle Spees sichtbar ist. An Friedrich Spee erinnert auch ein historistisches Denkmal im Seitenschiff. 
Die Gewölbe der Jesuitenkirche sind mit Blumenmotiven ausgemalt, die bei der letzten Renovierung in altem Stil neu entworfen wurden, da keine Reste originaler Malereien mehr vorhanden waren. Die Schlusssteine der Gewölbe weisen gemeißelte Motive auf (u. a. Rose, Lamm Gottes, Länderwappen).
Die Glasfenster der Rosette und die Fenster des Ostchores stammen aus dem Jahre 1951. Sie wurden nach Entwürfen des Trierer Künstlers Reinhard Heß geschaffen. Die Rosetten-Fenster zeigen ein großes Triumphkreuz, Symbole der Dreifaltigkeit, die vier Evangelistensymbole und in den unteren sechs Bahnen Symbole und Leidenswerkzeuge, die sich auf die Kreuzigung Christi beziehen.

Innenansicht, Mittelschiff, Blickrichtung nach Osten
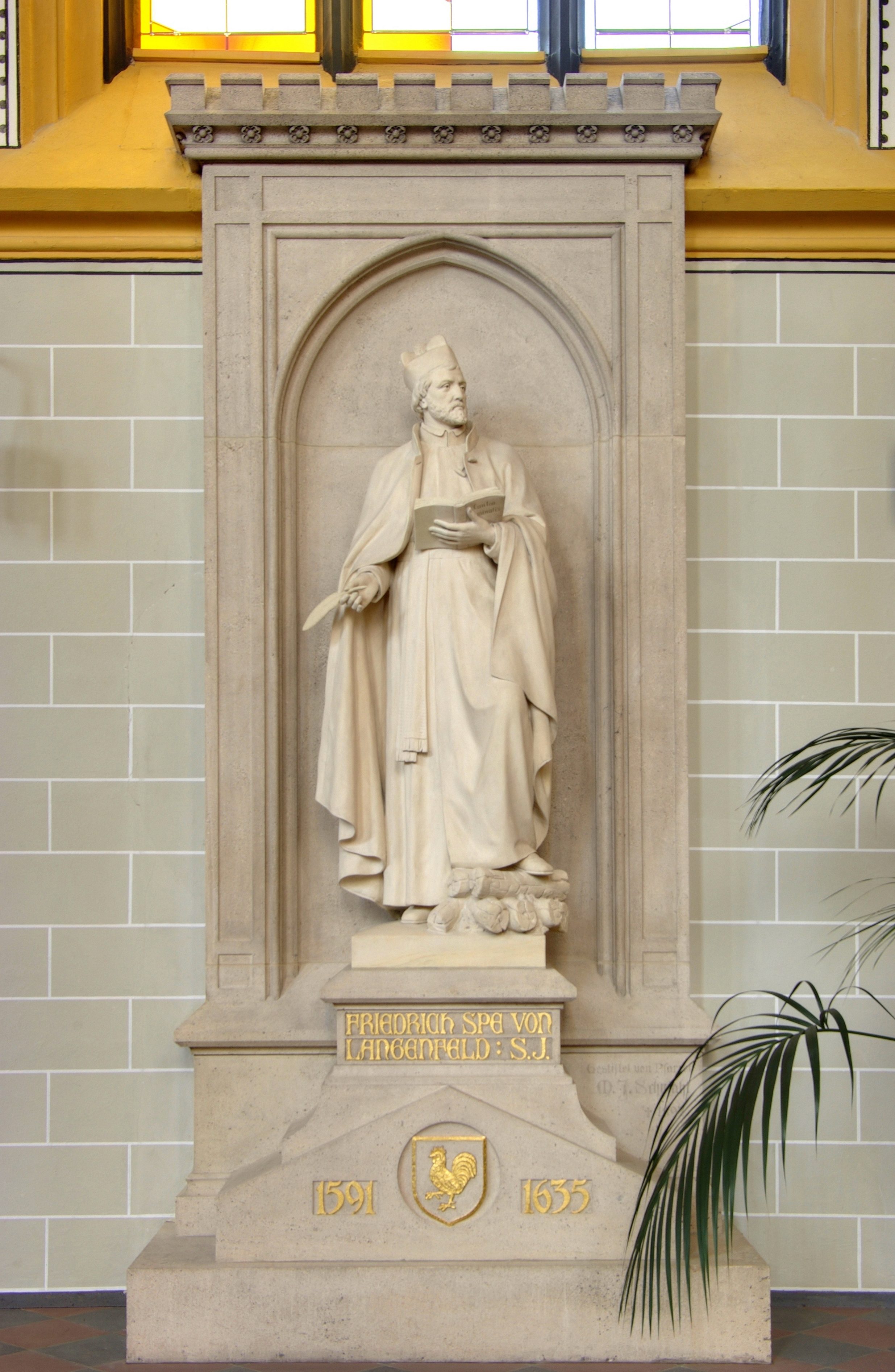
Friedrich Spee von Langenfeld, Denkmal
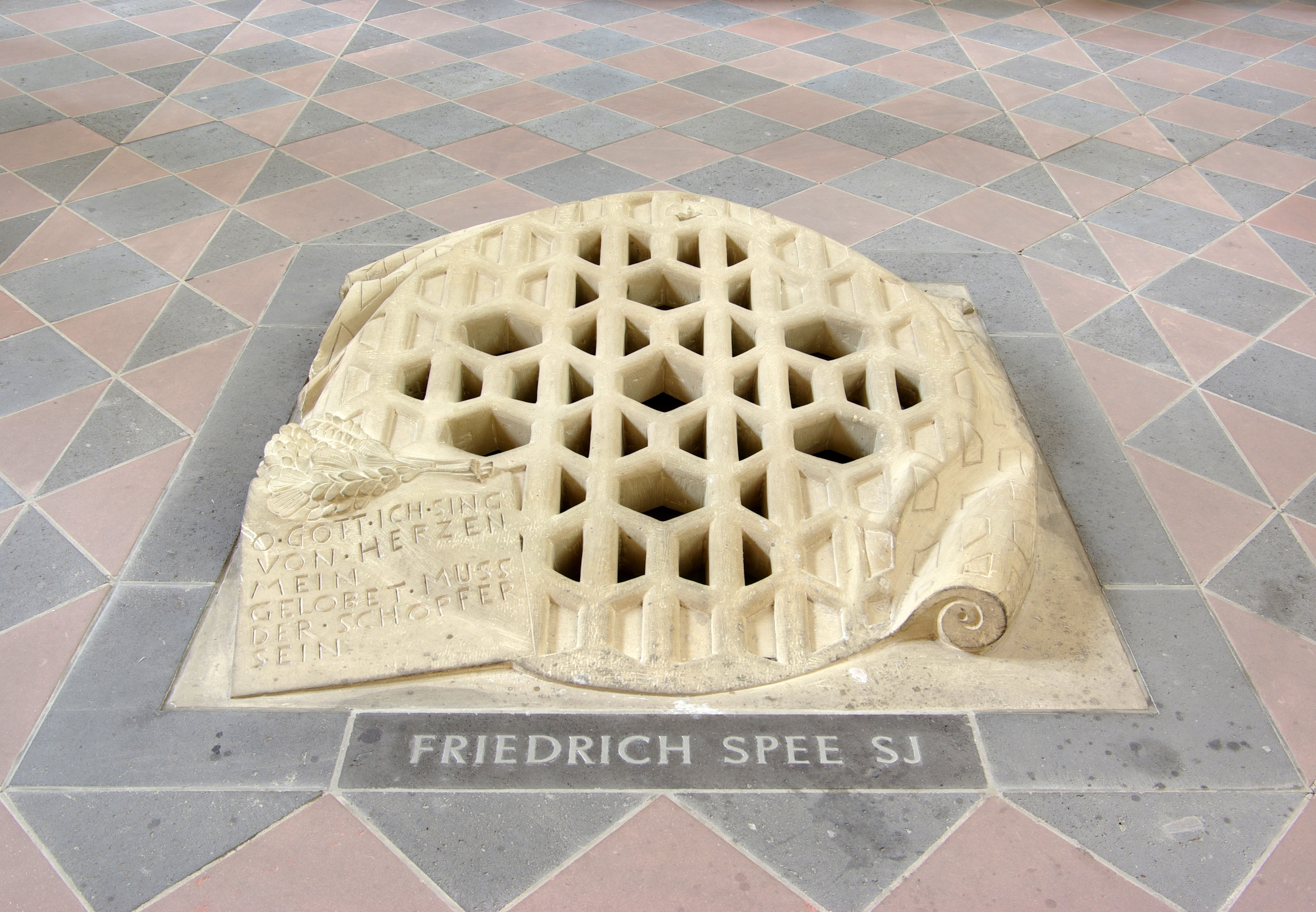
„Oculus“ (Bodenöffnung) zum Grab von Friedrich Spee von Langenfeld
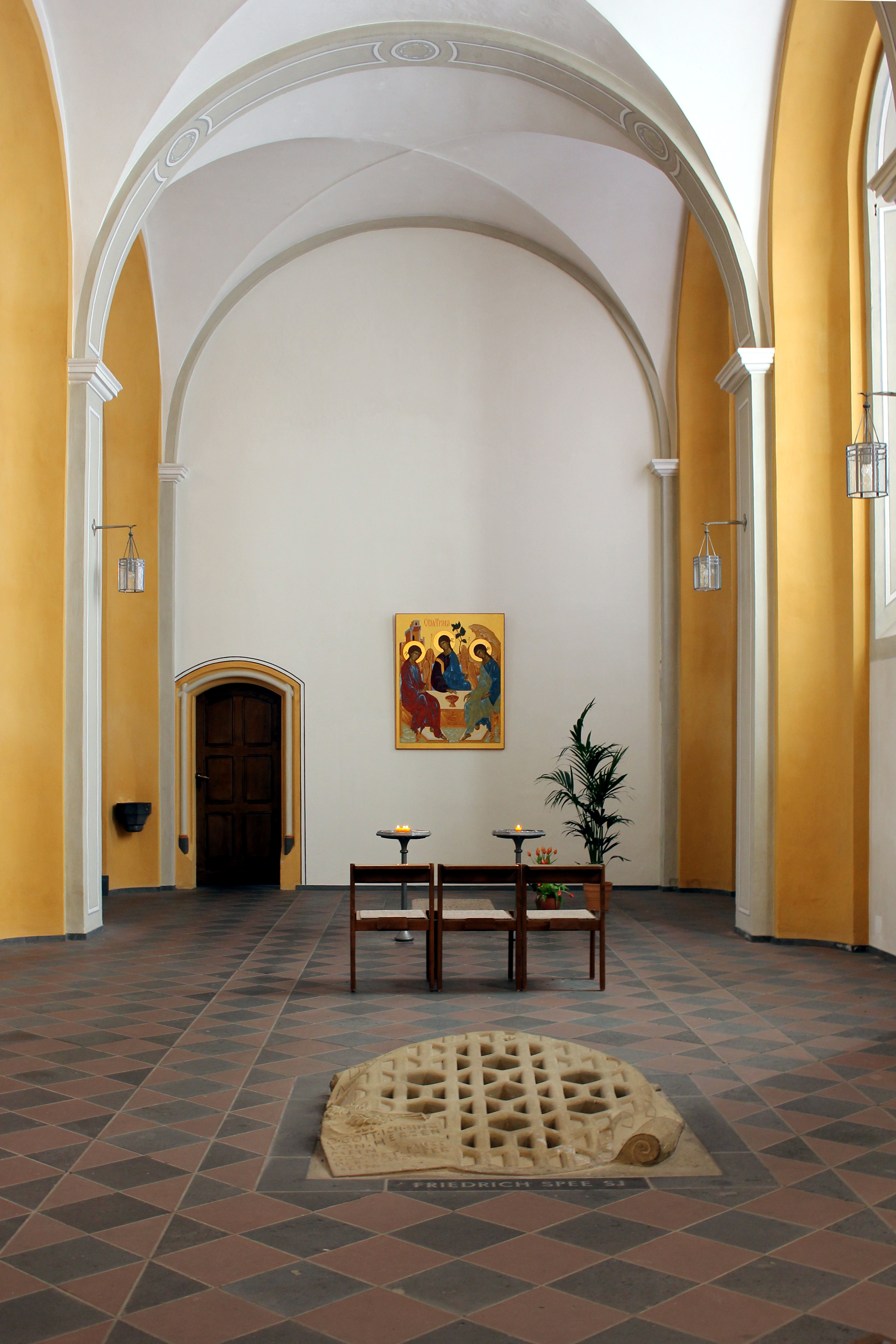
Südlicher Nebenchor

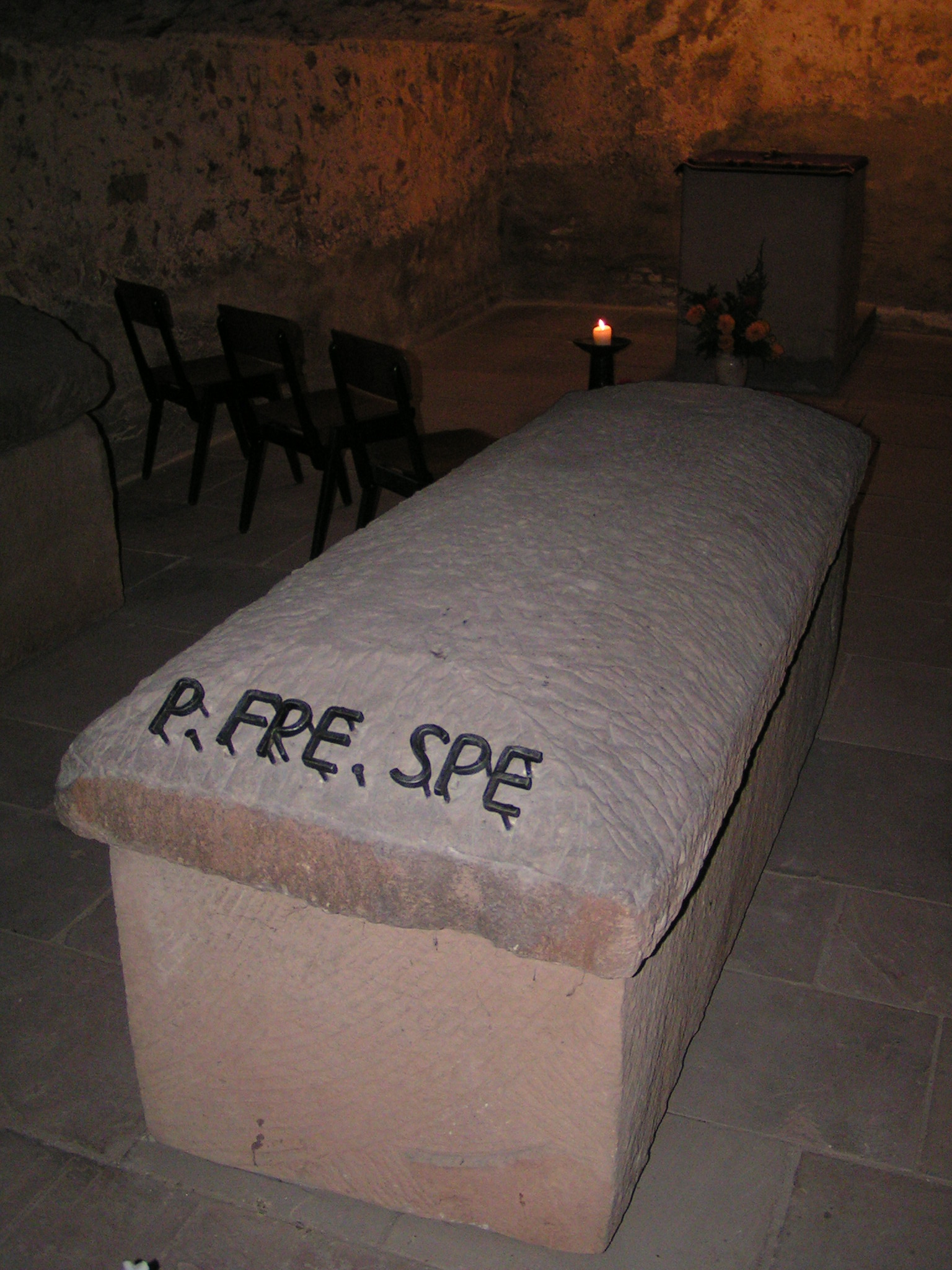
Friedrich-Spee-Gruft mit Sarkophag
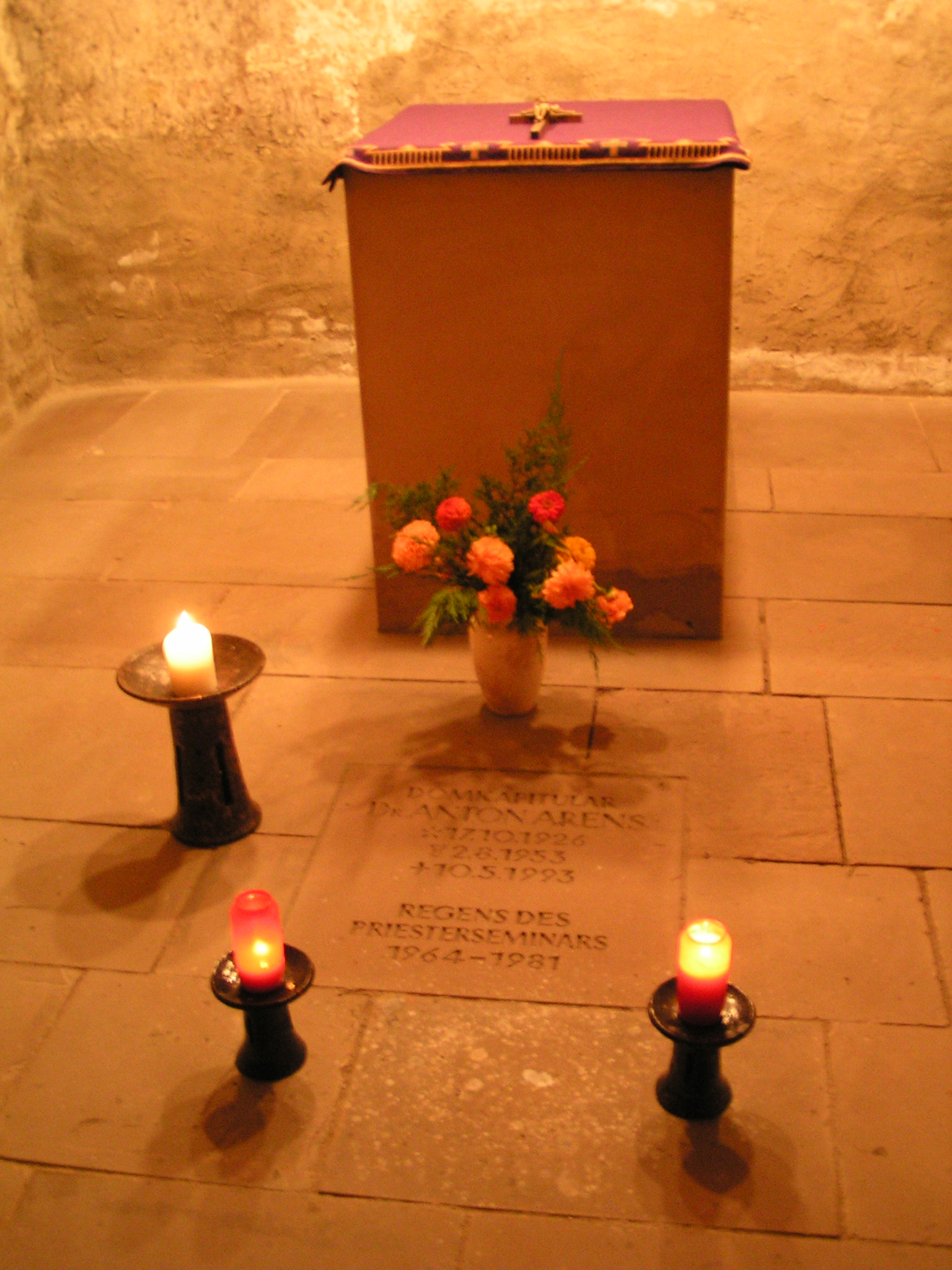
Grab des Domkapitulars Anton Arens

## Orgel

Mittelschiff mit Orgelprospekt, Blickrichtung nach Westen

Über dem Eingangsbereich steht auf einer hölzernen Empore die Orgel. Das Instrument wurde 1995 von der Orgelbauwerkstatt Johannes Klais (Bonn) gebaut. Es hat 27 Register auf zwei Manualen und Pedal. Die Spieltrakturen sind mechanisch, die Registertrakturen elektrisch.
| I Rückpositiv C–g3 |               |        |
| 1.                 | Hohlpfeife    | 8′     |
| 2.                 | Flaut travers | 8′     |
| 3.                 | Praestant     | 4′     |
| 4.                 | Rohrflöte     | 4′     |
| 5.                 | Nasard        | 2 ⁄3′  |
| 6.                 | Waldflöte     | 2′     |
| 7.                 | Terz          | 1 3⁄5′ |
| 8.                 | Larigot       | 1 ⁄3′  |
| 9.                 | Scharff III   | 1′     |
| 10.                | Cromorne      | 8′     |
|                    | Tremulant     |        |

| II Hauptwerk C–g3 |             |       |
| 11.               | Bordun      | 16′   |
| 12.               | Praestant   | 8′    |
| 13.               | Rohrflöte   | 8′    |
| 14.               | Salicional  | 8′    |
| 15.               | Octave      | 4′    |
| 16.               | Blockflöte  | 4′    |
| 17.               | Quinte      | 2 ⁄3′ |
| 18.               | Superoctave | 2′    |
| 19.               | Mixtur IV   | 2′    |
| 20.               | Cornet V    | 8′    |
| 21.               | Trompette   | 8′    |

| Pedal C–f1 |              |     |
| 22.        | Subbaß       | 16′ |
| 23.        | Principalbaß | 8′  |
| 24.        | Gemshorn     | 8′  |
| 25.        | Tenoroctave  | 4′  |
| 26.        | Posaune      | 16′ |
| 27.        | Trompete     | 8′  |

- Koppeln: I/II, I/P, II/P
- Spielhilfen: Kollektivtritte